# Tienerschool
Een tienerschool is een onderwijsvorm voor leerlingen tussen 10 en 14 jaar en biedt een vierjarige overgang tussen basisonderwijs en voortgezet (NL) of secundair onderwijs (BE). Het wordt ook wel 1014-onderwijs genoemd.

## Nederland
In september 2012 opende het Tiener College in Gorinchem. In 2016 startte een tweede tienerschool en het volgende schooljaar kwamen er vier bij. In 2018 werd het aantal tienerscholen verdubbeld van zes naar twaalf. Anno 2021 zijn er tientallen tienerscholen en 1014-scholen in Nederland.
Een deel van de 1014-scholen werkt met Curriculum 1014. Dit is een curriculum en onderwijsconcept gericht op het tienerbrein. Het wetenschappelijke idee hierachter is dat tieners hun eigen behoeften hebben. Bijvoorbeeld een extra sterke behoefte om geaccepteerd te worden door leeftijdsgenoten of de behoefte om meer risico's te nemen.

## Vlaanderen
In het begin van de 21e eeuw opperde onderwijsminister Marleen Vanderpoorten het idee om van een 2x6-structuur te evolueren naar een 3x4-structuur. Hierbij zouden de laatste twee jaren van de lagere scholen samen met de eerste graad van het secundair ondergebracht worden in middenscholen. Het bleef bij een idee, maar kreeg aandacht in de modernisering van het secundair onderwijs die minister Pascal Smet had willen doorvoeren. Minister Hilde Crevits heeft met ingang van 1 september 2019 wel een hervorming doorgevoerd, maar sommige scholen hebben eerder al initiatieven genomen om de overgang tussen lager en secundair onderwijs te versoepelen. 
Op 1 september 2016 startte de Nikola Tesla middenschool uit Maasmechelen een leerlijn van vier jaar in samenwerking met de gemeentelijke basisscholen van het GO! onderwijs van de Vlaamse Gemeenschap. In Oostende ging datzelfde schooljaar de Studio* van start met een brede eerste graad en extra aandacht voor het tienerbrein. In Leuven focust de Stroom sinds september 2018 op tieners van 12 tot 14 jaar.
Op 1 september 2018 zijn twee tienerscholen gestart met vierjarige leerlijn, eigen didactische aanpak en infrastructuur. Sint-Goedele vzw opende een tienerschool in en aan de Sint-Vincentius a Paulokerk (Anderlecht) en  GO! Next de tienerschool HERX in Herk-de-Stad. Op 1 september 2019 opende de Einstein tienerschool in De Haan in samenwerking met basisschool Einstein en het Maerlant Atheneum Blankenberge. In datzelfde schooljaar had ook een tweede Brusselse tienerschool moeten starten in samenwerking met de Vlaamse Gemeenschapscommissie en vzw Instituut van de Heilige Familie in Schaarbeek, maar dit werd uitgesteld tot september 2021 door bouwvertragingen van de scholencampus in de Gallaitstraat waarvan deze school deel uitmaakt.